# Compuesto sándwich

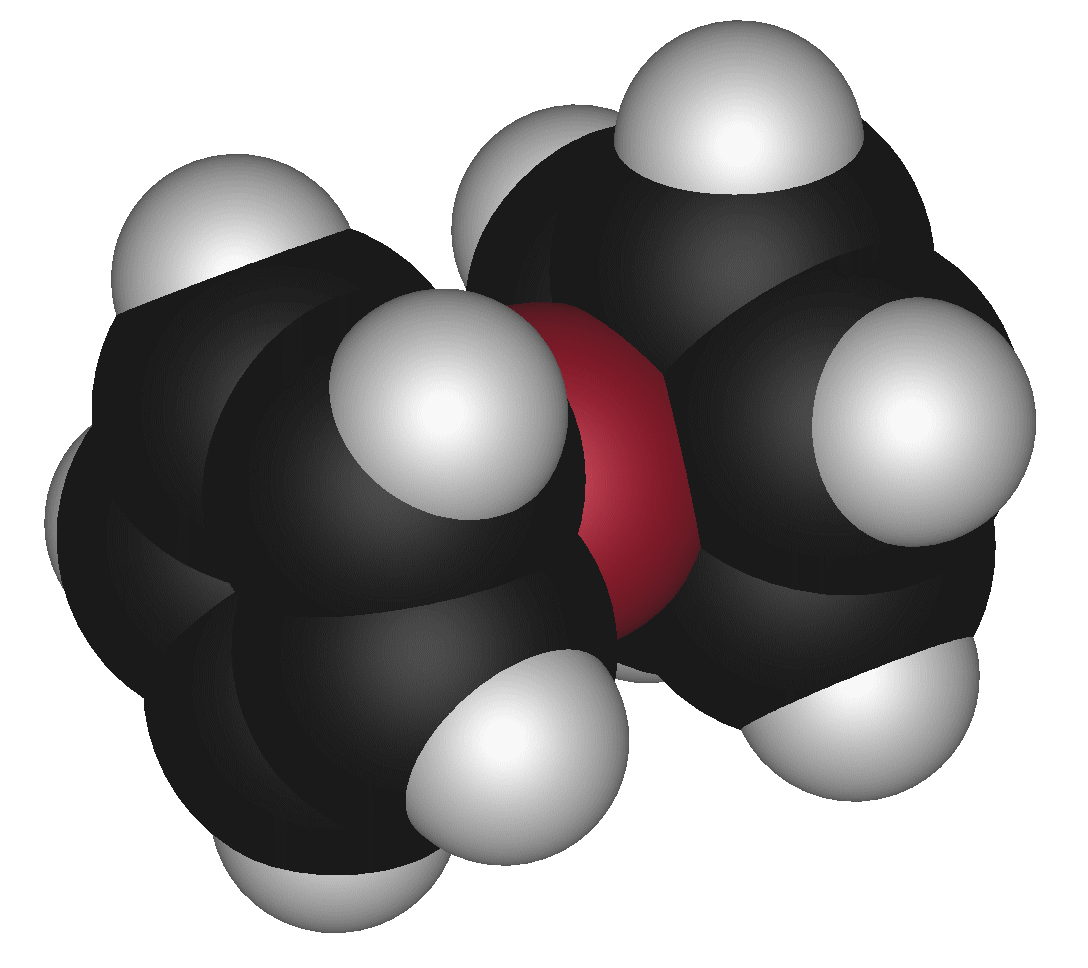
Modelo molecular del ferroceno, compuesto tipo sándwich arquetípico.

En química organometálica, un compuesto sándwich es un compuesto químico con un metal unido por enlace covalente háptico a dos ligandos arenos. Los arenos tienen la fórmula general CnHn, en la que caben diversos derivados sustituidos (como Cn(CH3)n) y heterociclos (como BCnHn+1). Ya que el metal se coloca normalmente entre los dos anillos, se dice que está «intercalado». Una clase especial de este tipo de compuestos son los metalocenos, como el ferroceno, rodoceno o cobaltoceno.
El término «compuesto sándwich» fue introducido en la nomenclatura organometálica a mediados de la década de 1950 en un artículo escrito por J. D. Dunitz, L. E. Orgel y R. A. Rich, en el que confirmaban la estructura del ferroceno mediante estudios de cristalografía de rayos X. La estructura correcta fue propuesta varios años antes por Robert Burns Woodward. Estos estudios ayudaron a explicar el rompecabezas de los confórmeros del ferroceno, pues la molécula consta de un átomo de hierro intercalado entre dos anillos paralelos de ligandos ciclopentadienilo. Además, este resultado demostró el poder de la cristalografía de rayos X y aceleró el crecimiento de la química organometálica.

## Clases de compuestos sándwich
Los miembros más conocidos son los metalocenos de la fórmula M(C5H5)2 donde M = Cr, Fe, Co, Ni, Zr, Ru, Rh, Ti, V, Mo, W, Zn. Estas especies también se denominan complejos metálicos de bis (ciclopentadienilo).
- Complejos de ciclopentadienilo mixto: M(C5H5)(CnHn). Un ejemplo es Ti(C5H5)(C7H7)
- Complejos de bis(benceno): M(C6H6)2, el ejemplo más conocido es el de cromo.
- Complejos de bis(ciclooctatrienilo): U(C8H8)2, también se conoce el derivado de torio.

Existen complejos sándwich son ligandos puramente inorgánicos, como Fe(C5Me5)(P5) y [(P5)2Ti]2-.

### Compuesto de medio sándwich

#### Medio sándwich monometálicos

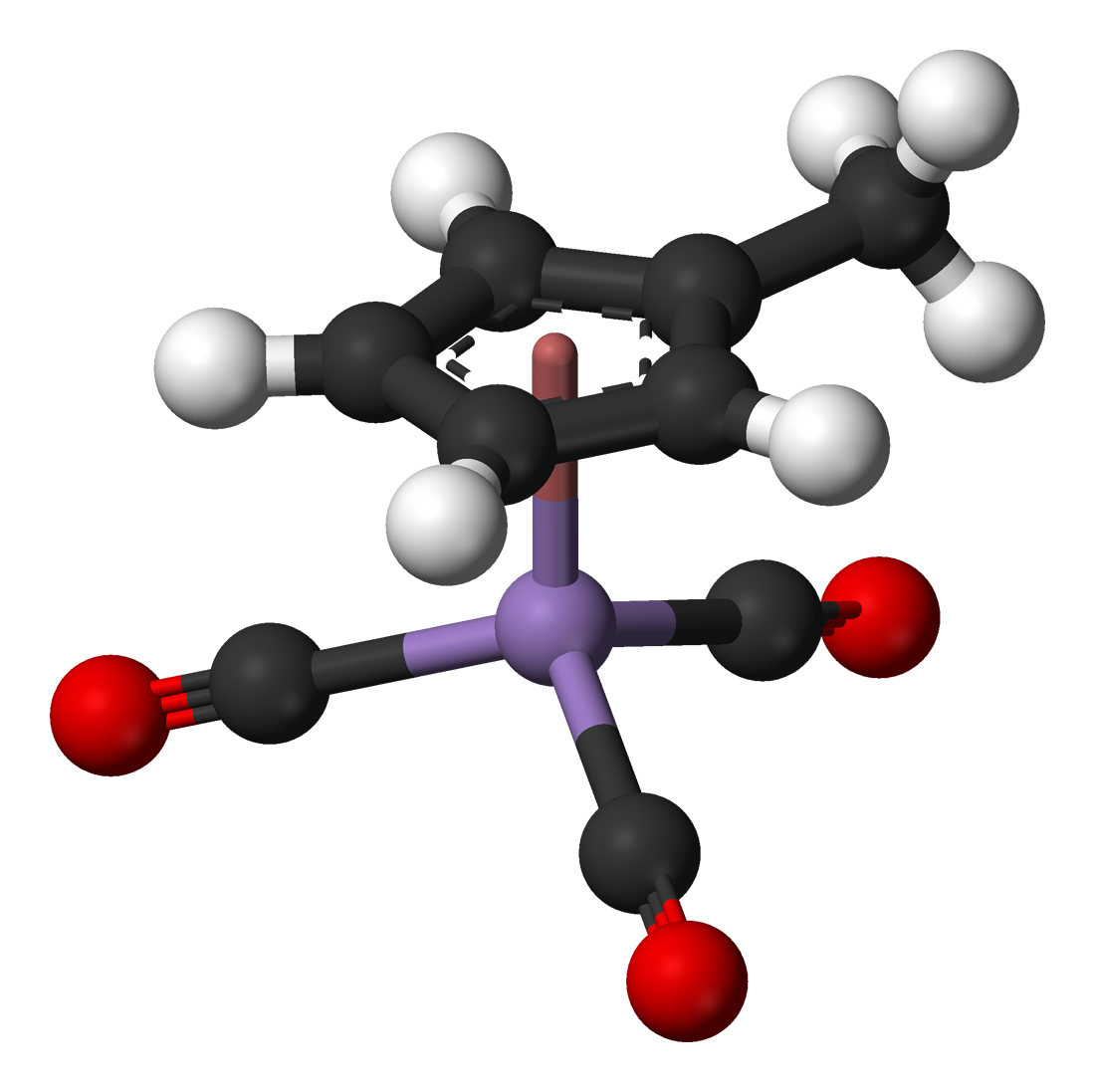
Modelo molecular del metilciclopentadienil tricarbonil manganeso, un compuesto con forma de «taburete de piano».

Los metalocenos en los que sólo hay un ligando orgánico plano, forman una gran familia de compuesto medio sándwich. El ejemplo más famoso es probablemente el metilciclopentadienil tricarbonil manganeso. Tales especies son ocasionalmente denominados compuestos de taburete de piano al menos cuando hay tres ligandos diatómicos como monóxido de carbono, alilo, además del hidrocarburo plano que forma el «asiento» del taburete, que suele ser benceno o ciclopentadienilo.

#### Medio sándwich dimetálicos
Especies como el dímero dicarbonil ciclopentadienilo y el dímero ciclopentadienilmolibdenotricarbonil pueden considerarse un caso especial de compuestos mitad sándwich, salvo que sean dimetálicos. Una especie relacionada estructuralmente es el [Ru(C6H6)Cl2]2.

### Sándwich con varios niveles
El primer complejo tipo sándwich con varios niveles complejo fue el complejo dicatiónico trisciclopentadienil diníquel [Ni2Cp3](BF4)2. Desde ese descubrimiento, se han descubierto numerosos complejos con varios niveles, especialmente triples. Un método versátil para conseguir complejos con varios niveles se basa en enlazar Cp*Ru+ a complejos sándwich ya formados.

### Sándwich inverso
En estos compuestos bimetálicos anti, los metales se encuentran unidos en forma de puente por un único anillo carbocíclico. Por ejemplo, {(THF)3Ca}2(1,3,5-trifenilbenceno) y {(Ar)
Sn}2COT.

### Sándwich doble y compuestos multimetálicos
Otra familia de compuestos sándwich implican más de un metal entre los dos anillos. Por ejemplo, V2(indenil)2, Ni2(COT)2 y Cr2(pentaleno)2. A continuación se muestra un ejemplo de compuesto sándwich multimetálico, que tiene cuatro átomos de paladio unidos en una cadena de compuestos entre dos unidades de perileno. Los contraiones son tetraarilboratos voluminosos.
|  |  | Perylene Tetrapalladium SandwichComplex |

## Aplicaciones
El ferroceno y el metilciclopentadienil tricarbonil manganeso han sido utilizados como agente antidetonantes. Ciertos metalocenos dobles de zirconio y hafnio son precatalizadores eficaces para la polimerización del propileno. Muchos complejos medio sándwich de rutenio, como los derivados del dímero de dicloruro de rutenio (cimeno) catalizan la transferencia de hidrogenación, una reacción útil en síntesis orgánica.